# 다누키지루
다누키지루(일본어: 狸汁)는 미소시루의 한 종류로, 너구리 고기에 무, 우엉 등을 넣은 것이다.